# Michael Bryan French
Michael Bryan French (Lackawanna) is een Amerikaans acteur.

## Biografie
French werd geboren in Lackawanna, en groeide op in Elmira (New York). 
French maakte in 1990 zijn acteerdebuut als Sam in een aflevering van As the World Turns.

## Filmografie

### Films
Uitgezonderd korte films.
- 2022 The Courtroom - als rechter Kanne
- 2014 This Is Where I Leave You - als Dr. Rausch
- 2013 The Wolf of Wall Street - als gevangene die tennis speelt
- 2013 Frank the Bastard – als eerwaarde Beal
- 2009 Political Disasters – als Michael
- 2008 Recount – als David Souter
- 2008 Keith – als schoolhoofd Sassen
- 2004 Myron's Movie – als Alex
- 2003 Scorched – als begeleider
- 2002 Big Fat Liar – als Harry Shepherd
- 1999 How to Get Laid at the End of the World – als Franklin
- 1999 Pirates of Silicon Valley – als bestuurslid van IBM
- 1999 Dill Scallion – als vader van Patrick
- 1998 I Still Know What You Did Last Summer – als dokter
- 1996 The Glimmer Man – als Russische rechercheur
- 1993 Country Estates – als Claude Prine
- 1993 Darkness Before Dawn – als Jack

### Televisieseries
Uitgezonderd eenmalige gastrollen.
- 2015-2018 Orange Is the New Black - als Jack Pearson - 12 afl.
- 2016 Madoff - als Blake North - 4 afl.
- 2004-2012 CSI: Crime Scene Investigation – als dr. Franks – 7 afl.
- 2008 Days of our Lives – als Bob – 2 afl.
- 2008 Prison Break – als Gregory White – 6 afl.
- 1995-1996 ER – als dr. MacGruder – 2 afl.
- 1990 As the World Turns – als Sam - ? afl.